# Терес III
Вижте пояснителната страница за други личности с името Терес.
Терес III (на старогръцки: Τήρης, Teres III) е цар на Одриското царство в Средна Тракия през ок. 149 пр.н.е.
Той е син на цар Котис IV и внук на цар Севт IV.